# Young Wasteners
Young Wasteners var et dansk hardcore punk-band dannet af tidligere medlemmer af Amdi Petersens Armé og Los Retardos. De sprang ud af miljøet omkring Ungdomshuset og resten af den danske punkscene. Musikken adskiller sig en del fra den normale 1-2-3-4 punk med længere instrumentale passager og med en særpræget vokal.

## Diskografi
- We Got Ways
- s/t